# Andrei Ilie
Andrei Ilie (n. 1882, Ursad, comitatul Bihor, Regatul Ungariei – d. 1935, Oradea, Regatul României) a fost un deputat în Marea Adunare Națională de la Alba Iulia, organismul legislativ reprezentativ al „tuturor românilor din Transilvania, Banat și Țara Ungurească”, cel care a adoptat hotărârea privind Unirea Transilvaniei cu România, la 1 decembrie 1918.

## Biografie
Andrei Ilie s-a născut în 1882 în Ursad, Bihor, a studiat dreptul la Oradea și Budapesta. A fost avocat în comuna Tinca și profesor de drept la Oradea, președinte al Casei Naționale a județului Bihor. A decedat la Oradea în anul 1933.

## Activitate politică
A participat la Marea Adunare Națională de la Alba Iulia în calitate de delegat al cercului electoral Tinca.